# Monceau-lès-Leups
Monceau-lès-Leups és un municipi francès situat al departament de l'Aisne i a la regió dels Alts de França. L'any 2007 tenia 470 habitants.

## Demografia

### Població
El 2007 la població de fet de Monceau-lès-Leups era de 470 persones. Hi havia 163 famílies de les quals 38 eren unipersonals (4 homes vivint sols i 34 dones vivint soles), 43 parelles sense fills, 73 parelles amb fills i 9 famílies monoparentals amb fills.
La població ha evolucionat segons el següent gràfic:
Habitants censats

### Habitatges
El 2007 hi havia 200 habitatges, 167 eren l'habitatge principal de la família, 20 eren segones residències i 13 estaven desocupats. Tots els 199 habitatges eren cases. Dels 167 habitatges principals, 150 estaven ocupats pels seus propietaris, 14 estaven llogats i ocupats pels llogaters i 3 estaven cedits a títol gratuït; 1 tenia una cambra, 5 en tenien dues, 24 en tenien tres, 36 en tenien quatre i 101 en tenien cinc o més. 130 habitatges disposaven pel capbaix d'una plaça de pàrquing. A 67 habitatges hi havia un automòbil i a 76 n'hi havia dos o més.

### Piràmide de població
La piràmide de població per edats i sexe el 2009 era:
| Homes | Edats   | Dones |
| ----- | ------- | ----- |
| 0     | 95 o +  | 0     |
| 0     | 90 a 94 | 0     |
| 0     | 85 a 89 | 4     |
| 0     | 80 a 84 | 0     |
| 0     | 75 a 79 | 8     |
| 4     | 70 a 74 | 4     |
| 16    | 65 a 69 | 16    |
| 8     | 60 a 64 | 12    |
| 8     | 55 a 59 | 4     |
| 12    | 50 a 54 | 8     |
| 24    | 45 a 49 | 12    |
| 16    | 40 a 44 | 20    |
| 20    | 35 a 39 | 24    |
| 16    | 30 a 34 | 20    |
| 8     | 25 a 29 | 12    |
| 12    | 20 a 24 | 16    |
| 8     | 15 a 19 | 12    |
| 20    | 10 a 14 | 36    |
| 4     | 5 a 9   | 16    |
| 12    | 0 a 4   | 12    |

## Economia
El 2007 la població en edat de treballar era de 314 persones, 224 eren actives i 90 eren inactives. De les 224 persones actives 197 estaven ocupades (120 homes i 77 dones) i 27 estaven aturades (15 homes i 12 dones). De les 90 persones inactives 16 estaven jubilades, 31 estaven estudiant i 43 estaven classificades com a «altres inactius».

### Ingressos
El 2009 a Monceau-lès-Leups hi havia 172 unitats fiscals que integraven 478 persones, la mediana anual d'ingressos fiscals per persona era de 15.593 €.

### Activitats econòmiques
Dels 7 establiments que hi havia el 2007, 1 era d'una empresa de fabricació d'altres productes industrials, 1 d'una empresa de construcció, 1 d'una empresa de comerç i reparació d'automòbils, 1 d'una empresa de transport, 1 d'una empresa d'hostatgeria i restauració, 1 d'una empresa de serveis i 1 d'una entitat de l'administració pública.
L'únic servei als particulars que hi havia el 2009 era un paleta.
L'any 2000 a Monceau-lès-Leups hi havia 5 explotacions agrícoles.

## Equipaments sanitaris i escolars
El 2009 hi havia una escola elemental.

## Poblacions més properes
El següent diagrama mostra les poblacions més properes.